# Osiek (gromada w powiecie rypińskim)
Osiek – dawna gromada, czyli najmniejsza jednostka podziału terytorialnego Polskiej Rzeczypospolitej Ludowej w latach 1954–1972.
Gromady, z gromadzkimi radami narodowymi (GRN) jako organami władzy najniższego stopnia na wsi, funkcjonowały od reformy reorganizującej administrację wiejską przeprowadzonej jesienią 1954 do momentu ich zniesienia z dniem 1 stycznia 1973, tym samym wypierając organizację gminną w latach 1954–1972.
Gromadę Osiek z siedzibą GRN w Osieku utworzono – jako jedną z 8759 gromad na obszarze Polski – w powiecie rypińskim w woj. bydgoskim, na mocy uchwały nr 24/10 WRN w Bydgoszczy z dnia 5 października 1954. W skład jednostki weszły obszary dotychczasowych gromad Osiek, Dębowo, Obórki, Jeziórki, Wrzeszewo, Łapinóż i Kolonia Osiek ze zniesionej gminy Osiek w tymże powiecie. Dla gromady ustalono 21 członków gromadzkiej rady narodowej.
10 kwietnia 1956 (z mocą obowiązującą wstecz od 29 lutego 1956) z gromady Osiek wyłączono część wsi Łapinóż o obszarze 11,0 ha, włączając ją do gromady Radziki Duże w tymże powiecie w tymże województwie.
31 grudnia 1959 do gromady Osiek włączono wsie Kretki Duże, Kretki Małe, Kujawa i Szynkowizna ze zniesionej gromady Kretki Małe w tymże powiecie.
1 stycznia 1972 do gromady Osiek włączono sołectwa Strzygi, Sumin, Sumówko, Tadajewo i Warpalice ze zniesionej gromady Strzygi w tymże powiecie.
Gromada przetrwała do końca 1972 roku, czyli do kolejnej reformy gminnej. 1 stycznia 1973 w powiecie rypińskim reaktywowano gminę Osiek (od 1999 gmina Osiek należy do powiatu brodnickiego).